# Ибагаса, Ариэль
Ариэ́ль Мигель Сантьяго Ибага́са (исп. Ariel Miguel Santiago Ibagaza; 27 октября 1976, Буэнос-Айрес) — аргентинский футболист, полузащитник.

## Карьера
Ибагаса начал профессиональную карьеру в клубе «Ланус». В июле 1998 года перешёл в испанскую «Мальорку». Ариэль помог своей команде занять третье место в сезоне 1998/99 и попасть в третий квалификационный раунд Лиги чемпионов.
После сезона 2000/01, в котором Ибагаса забил 10 мячей, он был назначен капитаном «Мальорки» и оставался им до перехода в «Атлетико Мадрид» в июле 2003 года. В Мадриде Ариэль провёл три сезона, проведя за «Атлетико» 85 матчей в чемпионате Испании. В 2006 году он вернулся в «Мальорку» и провёл в ней два последующих сезона.
В июле 2008 года Ибагаса перешёл в «Вильярреал» за 1,5 млн евро, заключив с клубом контракт на два года. Аргентинец не смог договориться с «Вильярреалом» о подписании нового контракта и в июле 2010 года в статусе свободного агента перешёл в «Олимпиакос», с которым подписал двухлетний контракт. Летом 2012 года Ибагаса продлил контракт с «Олимпиакосом» ещё на один сезон. В июне 2014 покинул «Олимпиакос», а в августе того же года подписал годичный контракт с другим греческим клубом, «Панионисом», по окончании сезона в котором завершил карьеру футболиста.

## Достижения
- Обладатель Кубка Испании: 2002/03 («Мальорка»)
- Чемпион мира среди игроков до 20 лет: 1995 (сборная Аргентины)
- Чемпион Греции: 2010/11, 2011/12, 2012/13, 2013/14
- Обладатель Кубка Греции: 2012, 2013